# Joseph Abou Mrad
Joseph Abou Mrad (18 aprile 1933 – 28 ottobre 2003) è stato un calciatore e allenatore di calcio libanese di ruolo attaccante.

## Carriera

### Calciatore
Legò la propria carriera al Racing Beirut, vincendo il titolo di capocannoniere della stagione 1962-63. Fu convocato in alcuni incontri disputati dalla Nazionale libanese tra il 1953 e il 1966, segnando almeno otto reti.

### Allenatore
Ottenne due volte l'incarico di commissario tecnico della nazionale, inizialmente tra il 1971 e il 1973 e, in seguito, tra il 1976 e il 1979.